# Let’s Wait Awhile
Let’s Wait Awhile ist ein Lied von Janet Jackson aus dem Jahr 1986, das von ihr, Jimmy Jam, Terry Lewis und Melanie Andrews geschrieben wurde. Es erschien auf dem Album Control.

## Geschichte
Let’s Wait Awhile wurde von Jackson, Jimmy Jam, Terry Lewis und Melanie Andrews geschrieben und von Jackson, Jam und Lewis produziert. Es ist das erste Lied, bei dem Jackson an der Produktion mitwirkte.
Nach seiner Veröffentlichung als Single am 6. Januar 1987 erreichte der Pop-R&B-Soul-Titel in den Vereinigten Staaten Platz zwei und wurde Jacksons fünfter Top-5-Hit nacheinander.
Im Vereinigten Königreich wurde das Lied am 9. März 1987 veröffentlicht und feierte ähnliche Erfolge. Einen Monat nach seiner Veröffentlichung erreichte das Lied in den britischen Charts Platz drei und verblieb insgesamt zehn Wochen in den Charts. Später wurde das Lied im Vereinigten Königreich mit einer silbernen Schallplatte geehrt.
In Brasilien wurde das Lied im selben Jahr ebenfalls erfolgreich, als es als Titelmelodie der Telenovela Brega Chique auf Globo TV zu hören war.
Das Lied handelt davon, bis zum richtigen Moment abzuwarten, bis man Sex hat. Das Lied kann auch als Hymne für Sexuelle Enthaltsamkeit interpretiert werden, da dieses Lied ein Hit wurde, während sich AIDS weltweit ausbreitete. Die Melodie der Verse stammt von dem Lied Daisy Jane vom Folkrock Trio America aus dem Jahr 1975.
Das Lied war ein Vorläufer für das sexuell befreitere Image Janet Jacksons, das seinen Höhepunkt mit dem Rhythm Nation 1814-Titel Someday Is Tonight erreichte, das als Jacksons Bereitschaft angesehen werden kann, weiter in intime Beziehungen einzudringen als bei ihren vorherigen Titeln. Auf ihrem Album janet. behandeln alle Lieder das Thema sexuelle Intimität. Auf Jacksons Album 20 Y.O. folgt der Titel With U nach Let’s Wait Awhile. With U findet nach einem Akt der Intimität statt, in dem zwei liebende Personen sich gegenseitig anziehen, was laut Jackson in „romantischer Verwirrung“ endete.
Auf der B-Seite der Single erschien ein Cool Summer Mix der Lieder Pretty Boy und Nasty.
Melody Thornton sang den Refrain von Let’s Wait Awhile 2007 auf Jibbs Single Go Too Far.
Jackson sang das Lied bisher auf ihrer Rhythm Nation 1814-Tour, janet.-Tour, The Velvet Rope-Tour, All for You-Tour, Rock Witchu-Tour und der Number Ones: Up Close and Personal-Tour.

## Musikvideo
Die Regie zum Musikvideo führte Dominic Sena, es wurde in New York City gedreht. Im Musikvideo gehen Janet Jackson und ihr Freund (gespielt von Taimak Guarriello) für eine romantische Nacht in der Stadt aus. Ihr Freund möchte den Abend beenden, aber Jackson möchte warten, bis beide bereit sind.

### Chartplatzierungen
| ChartsChartplatzierungen       | Höchstplatzierung | Wochen |
| ------------------------------ | ----------------- | ------ |
| Deutschland (GfK)              | 34 (11 Wo.)       | 11     |
| Schweiz (IFPI)                 | 27 (4 Wo.)        | 4      |
| Vereinigte Staaten (Billboard) | 2 (19 Wo.)        | 19     |
| Vereinigtes Königreich (OCC)   | 3 (10 Wo.)        | 10     |

| ChartsJahrescharts (1987)      | Platzierung |
| ------------------------------ | ----------- |
| Vereinigte Staaten (Billboard) | 48          |

### Auszeichnungen für Musikverkäufe
| Land/Region                  | Auszeichnungen für Musikverkäufe (Land/Region, Auszeichnung, Verkäufe) | Verkäufe |
| ---------------------------- | ---------------------------------------------------------------------- | -------- |
| Vereinigtes Königreich (BPI) | Silber                                                                 | 250.000  |
| Insgesamt                    | 1× Silber ·                                                            | 250.000  |

Hauptartikel: Janet Jackson/Auszeichnungen für Musikverkäufe

## Coverversionen
- 1989: Nelson Rangell[8]
- 1994: Booker T. & the M.G.’s
- 2004: Emily Browning